# Nedeljko Čabrinović
Nedeljko Čabrinović o, in lingua serbo-croata Недељко Чабриновић (Sarajevo, 2 febbraio 1895 – Terezín, 23 giugno 1916) è stato un rivoluzionario serbo.
Fu membro della società segreta Mano Nera, ed uno dei sette attentatori alla vita di Francesco Ferdinando, Arciduca Ereditario d'Austria.

## Biografia
Nato a Sarajevo, Čabrinović, ultimati gli studi, fece un po' di tutto, fino a quando non si trasferì a Belgrado, iniziando a lavorare in una stamperia, ed entrando, così in contatto con la letteratura anarchica. Nel 1912 si unì alla Crna Ruka (Mano Nera), e due anni dopo Dragutin Dimitrijević, leader del movimento, ordinò a lui, a Gavrilo Princip e ad altri cinque membri di assassinare Ferdinando, dando ad ognuno di loro una pistola e due bombe, insieme ad una fiala di cianuro da deglutire nel caso fossero stati catturati.

### L'attentato
Ne esistono diverse versioni, dovute a contraddizioni nelle testimonianze del tempo. Qui si tenta di conciliare il maggior numero di fatti. L'assassinio avvenne il 28 giugno 1914: il primo attentatore cercò di sparare all'arciduca, ma non aveva la visuale libera. Čabrinović si nascose in un vialetto, ed appena passò l'auto di Ferdinando, lanciò la sua bomba. Un testimone affermò che Francesco Ferdinando la vide e, nel tentativo di proteggere la moglie, la fece rimbalzare con la mano, facendola ricadere su un'auto che stava seguendo il corteo, uccidendone i passeggeri e ferendo molte persone tra le folla. Quindi Čabrinović inghiottì il suo cianuro e si tuffò in un fiume nelle vicinanze.
Tuttavia, dal momento che il cianuro era debole (si è ipotizzato che questo fosse vecchio ed inefficace, oppure che la Mano Nera li avesse ingannati con un veleno diverso e più blando) ed il fiume poco profondo, non morì, e venne catturato dalle autorità. Ironicamente, il fallito attentato giocò un ruolo chiave nell'assassinio, dal momento che Ferdinando insistette per far visita alle vittime nel vicino ospedale. Un errore del suo autista diede un'occasione a Princip, che la colse al volo per sparare su Ferdinando.

### Il processo e la morte
Čabrinović, che si considerava un vero serbo ed un eroe nazionale, confessò i suoi crimini, e sebbene fosse ancora minorenne, e non fosse stato neanche l'esecutore del delitto, fu condannato a 15 anni di carcere. Morì di tubercolosi nel 1916.

## Riferimenti nella cultura
Josip Novakovich scrisse un racconto biografico su Čabrinović dal titolo Il marchio, pubblicato nel 2002 su Ploughshares ed incluso nel 2005 nella collezione Infedeltà: storie di guerra e di desiderio.